# Dinslaken

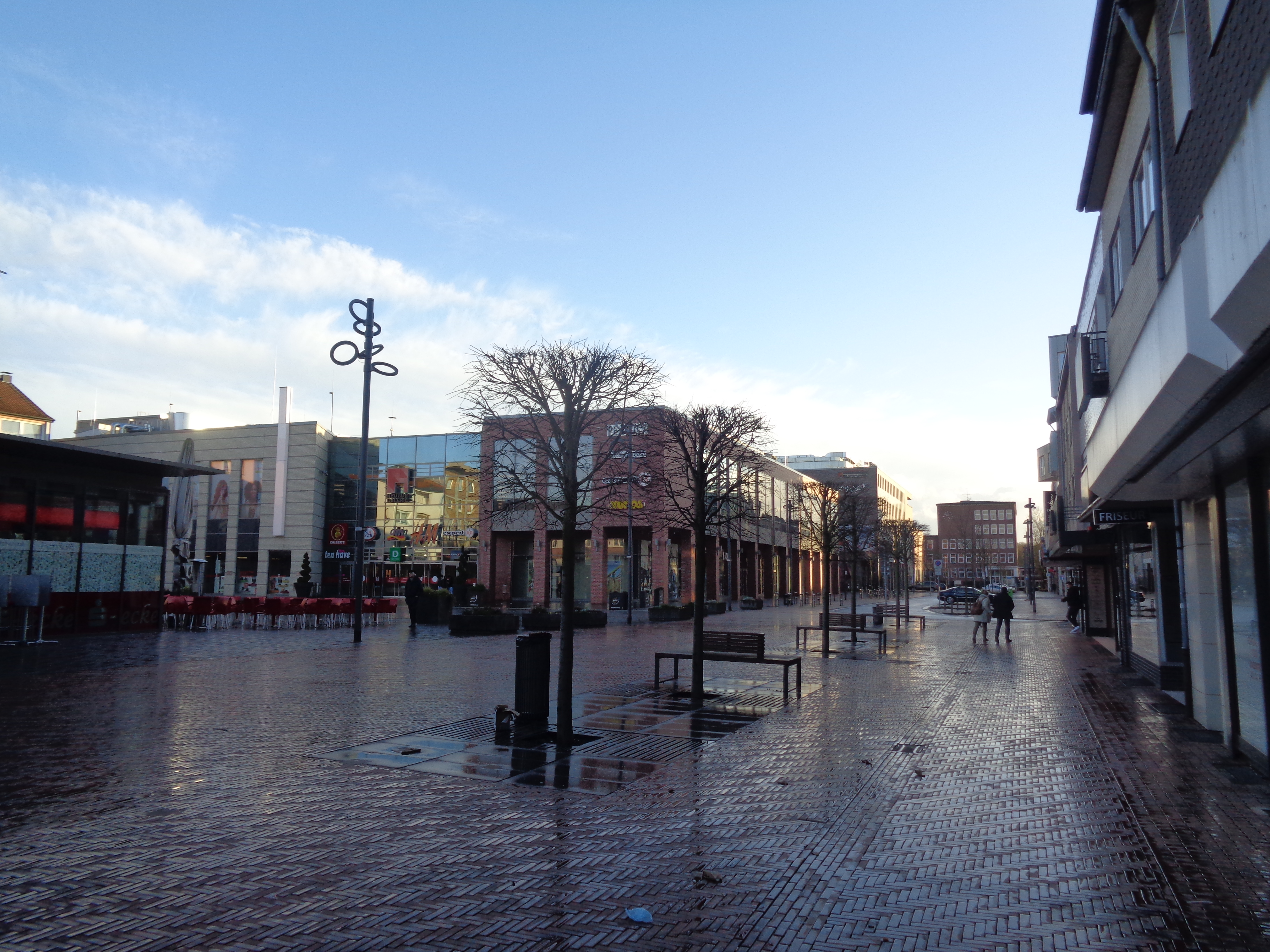
Neutor Galerie Dinslaken

Dinslaken (pronunciación en alemán: /ˈdɪnsˌlaːkn̩/ⓘ) es una ciudad situada en el distrito de Wesel, en el Estado federado de Renania del Norte-Westfalia (Alemania). Tiene una población estimada, a finales de 2020, de 67 338 habitantes.
Se encuentra ubicada al noroeste del estado, en la región de Düsseldorf, cerca de la orilla del río Rin, de la ciudad de Duisburgo y de la frontera con Países Bajos.